# 우드포드과일박쥐
우드포드과일박쥐 또는 오렌지과일박쥐(Melonycteris woodfordi)는 검은배과일박쥐속에 속하는 큰박쥐류 박쥐의 일종이다. 솔로몬 제도의 토착종이다.